# Futebol nos Jogos Olímpicos de Verão de 1904
Durante os Jogos Olímpicos de Verão de 1904 em Saint Louis realizou-se um torneio de exibição de futebol sem distribuição de medalhas, disputado entre 16 e 23 de novembro. Porém devido a grande participação da equipe Galt FC do Canadá, o Comitê Olímpico Internacional reconheceu a participação das três equipes que intervieram no torneio sendo atribuído a medalha de ouro para o Canadá e as de prata e bronze para os Estados Unidos. A Federação Internacional de Futebol (FIFA) não considera a competição como oficial.
O torneio foi disputado no sistema de todos contra todos entre as equipes Galt FC do Canadá, Christian Brothers College e St. Rose Parish dos Estados Unidos.

## Medalhistas

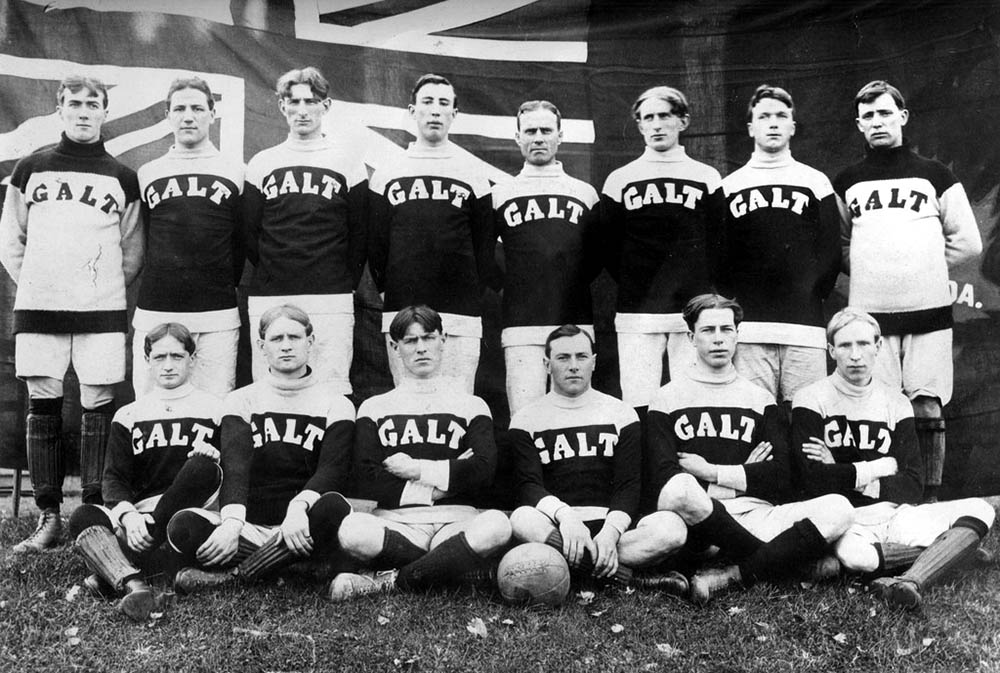
Equipe do Galt FC que venceu o torneio

|  | CAN Canadá |  | USA Estados Unidos |  | USA Estados Unidos |
|  | Galt FC Otto Christman George Ducker John Fraser John Gourlay Alexander Hall Albert Henderson Albert Johnson Robert Lane Ernest Linton Gordon McDonald Frederick Steep Tom Taylor William Twaits |  | Christian Brothers College Charles Bartliff Warren Brittingham Oscar Brockmeyer Alexander Cudmore Charles January John January Thomas January Raymond Lawler Joseph Lydon Louis Menges Peter Ratican |  | St. Rose Parish Joseph Brady George Cooke Thomas Cooke Cormic Cosgrove Edward Dierkes Martin Dooling Frank Frost Claude Jameson Henry Jameson Johnson Leo O'Connell Harry Tate |

## Resultados
| Pos. | Time                       | País           | Desempenho | Desempenho | Desempenho | Gols | Gols   |
| Pos. | Time                       | País           | Vitórias   | Derrotas   | %          | Pró  | Contra |
| ---- | -------------------------- | -------------- | ---------- | ---------- | ---------- | ---- | ------ |
| 1    | Galt FC                    | Canadá         | 2          | 0          | 1,000      | 11   | 0      |
| 2    | Christian Brothers College | Estados Unidos | 1          | 1          | 0,500      | 2    | 7      |
| 3    | St. Rose Parish            | Estados Unidos | 0          | 2          | 0          | 0    | 6      |

| 16 de novembro de 1904 | Christian Brothers College | 0 – 7 | Galt FC                          | Estádio Francis Field, Saint Louis |
|                        |                            |       | Steep · Taylor · McDonald · Hall | Árbitro: Paul McSweeney            |

| 17 de novembro de 1904 | St. Rose Parish | 0 – 4 | Galt FC                           | Estádio Francis Field, Saint Louis |
|                        |                 |       | Taylor · Henderson · desconhecido | Árbitro: Paul McSweeney            |

| 20 de novembro de 1904 | Christian Brothers College | 0 – 0 | St. Rose Parish | Estádio Francis Field, Saint Louis |
|                        |                            |       |                 | Árbitro: Armstrong                 |

### Replay
| 23 de novembro de 1904 | Christian Brothers College | 2 – 0 | St. Rose Parish | Estádio Francis Field, Saint Louis |
|                        | desconhecido               |       |                 | Árbitro: Armstrong                 |